# Señorita corazón
Señorita Corazón es el primer álbum de estudio solista de María Gabriela Epumer junto con su banda A1, editado en 1998. Conformado por quince canciones y producido por Tweety González, contó con la participación de honor de Eric Schermerhorn, guitarrista y compositor norteamericano, quien supo tocar junto a Iggy Pop y David Bowie entre otros.[cita requerida] Fue grabado entre abril y octubre de 1997 en paralelo a la participación de María Gabriela Epumer en la banda de Charly García, y dentro de la lista de temas incluyó uno de este: “No te animás a despegar”.

## Detalles del álbum
Con respecto a las características del disco decía la artista en una entrevista para el diario La Nación: “Me cuesta mucho definirlo, pero te diría que básicamente son canciones. Lo que tiene de especial o de diferente es la producción y los arreglos. Trabajamos con samplers y el disco tiene distintos tipos de climas. Las letras son de amor de fin de siglo. Algunas son personales y otras son simplemente historias. No me sale componer letras sociales o de política.
Básicamente escribí sin preconceptos y sin pensar en nada en particular. Escribía y las cosas iban saliendo. Fue una necesidad personal de mostrar mis canciones. Después de tantos años de hacer música con otra gente y llevando adelante experiencias de todo tipo, tenía que hacer esto”.
Señorita Corazón fue presentado en vivo el 30 de enero de 1998, durante el concierto “Buenos Aires Vivo II”.

## Lista de canciones
1. Otras vidas (Música: M. G. Epumer / Letra: M. G. Epumer – M. Cbediack) - 4:44
2. Voy a tener que buscarte (Música y Letra: M. G. Epumer) - 3:53
3. Mal rato (Música y Letra: M. G. Epumer) - 4:23
4. Señorita corazón (Música: M. G. Epumer / Letra: E. Horvilleur) - 4:11
5. Chuky (Música: Epumer, Bassi, Mango, Milan / Letra: M. G. Epumer) - 4:44
6. Tan delicioso (Música: Epumer, Bassi, Mango, Cantilo / Letra: M. G. Epumer) - 3:29
7. Un lugar (Música: M. G. Epumer, M. Bassi, M. Mango, M. Milan / Letra: M. G. Epumer) - 3:59
8. Caracoles (Música: M. G. Epumer / Letra: Laura G. Palma) - 3:28
9. Diamantes (Música y Letra: Claudia Sinesi) - 4:10
10. Del revés (Música y Letra: M. G. Epumer) - 4:28
11. Extraño en le aire (Música y Letra: M. G. Epumer) - 4:08
12. Última vez (Música: S. Scofet / Letra: M. G. Epumer, F. Bernaudo) - 2:48
13. No te animás a despegar (Música y Letra: Charly García) - 5:19
14. Mal Rato (Remix Body Bag) (Música y Letra: M. G. Epumer)
15. Otras vidas (Instrumental) (Música: M. G. Epumer)

## Integrantes de A1
- Matías Mango: teclados, samplers y coros
- Miguel Bassi: bajo y coros
- Demián Cantilo: batería y coros
- Conce Soares: percusión
- María Gabriela Epumer: guitarras y voz
- Eric Schermerhorn: guitarras

## Créditos
- Arreglos de cuerdas y dirección en Diamantes: Doddy Rosenmeyer, Violín 1: Fernando Herman, Violín 2: Adriana González Posso, Viola: Gustavo Rosman, Chelo: Rafael Delgado.
- Producido por Tweety González, Ingeniero de Grabación: Guido Nisenson y Tweety González.
- Mezclado por Guido Nisenson.
- Mezcla en temas 2, 11 y 7: Ricardo Troilo
- Arreglos y concepto: A1
- Grabado en estudios Loutec y la casa de Tweety entre abril y julio de 1997.
- Mezclado en Estudio Panda en septiembre de 1997
- Materizado en MisterMaster por Eduardo Bergallo
- Fotos: Nora Lezano
- Diseño y realizadción del arte: Mario Franco
- Operador Gráfico: Tinti Girasol
- Producción General: Chiche Bermúdez
- Prensa: Analía Gómez y Ana Luz